# Clara (José Malhoa)
Clara é um quadro do pintor português José Malhoa, criado em 1918. Pintura a óleo sobre tela, mede 244 cm de altura e 134 cm de largura.
O quadro está no Museu e Centro de Artes de Figueiró dos Vinhos.